# Rousovice

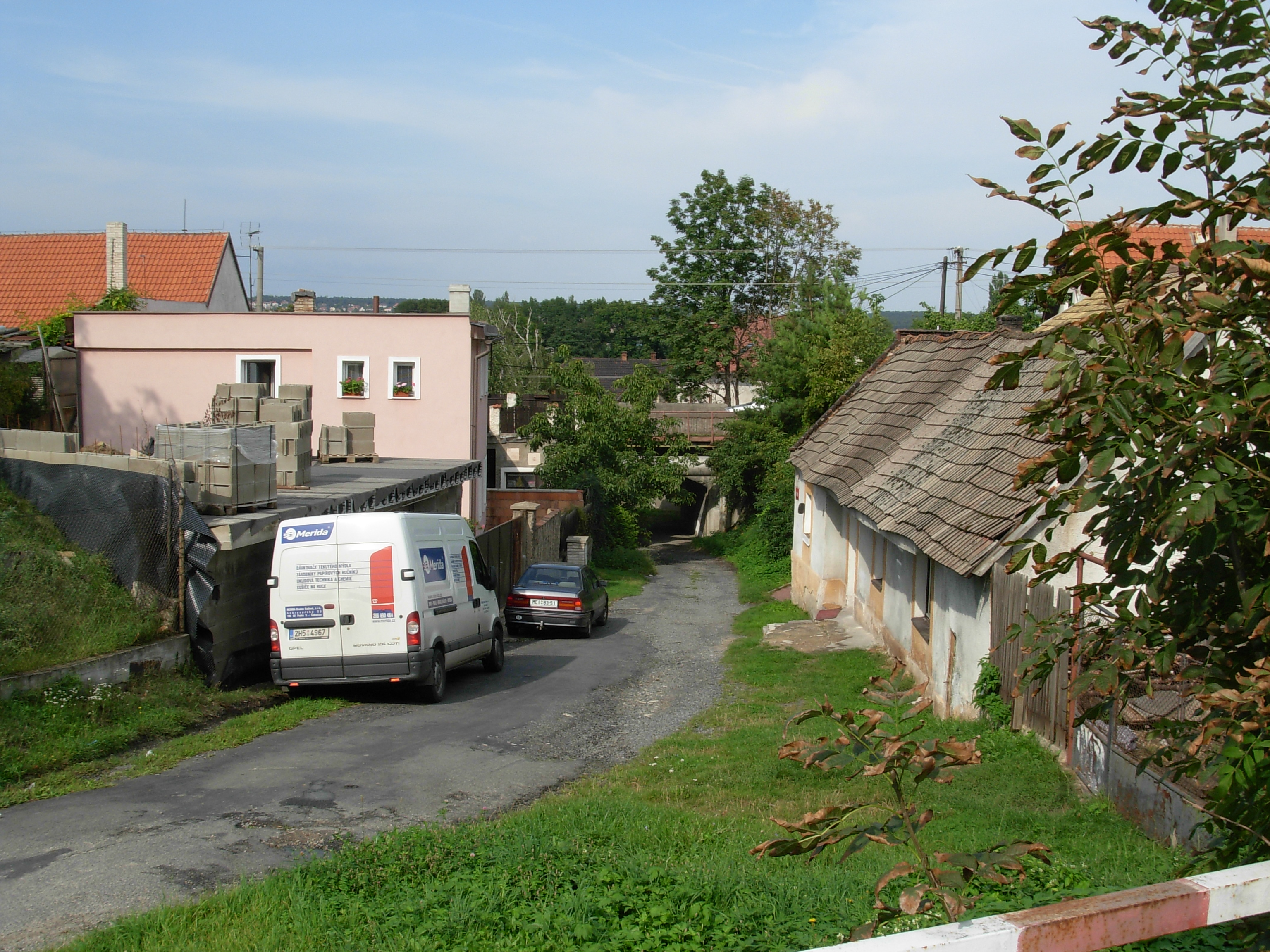
Okružní ulice

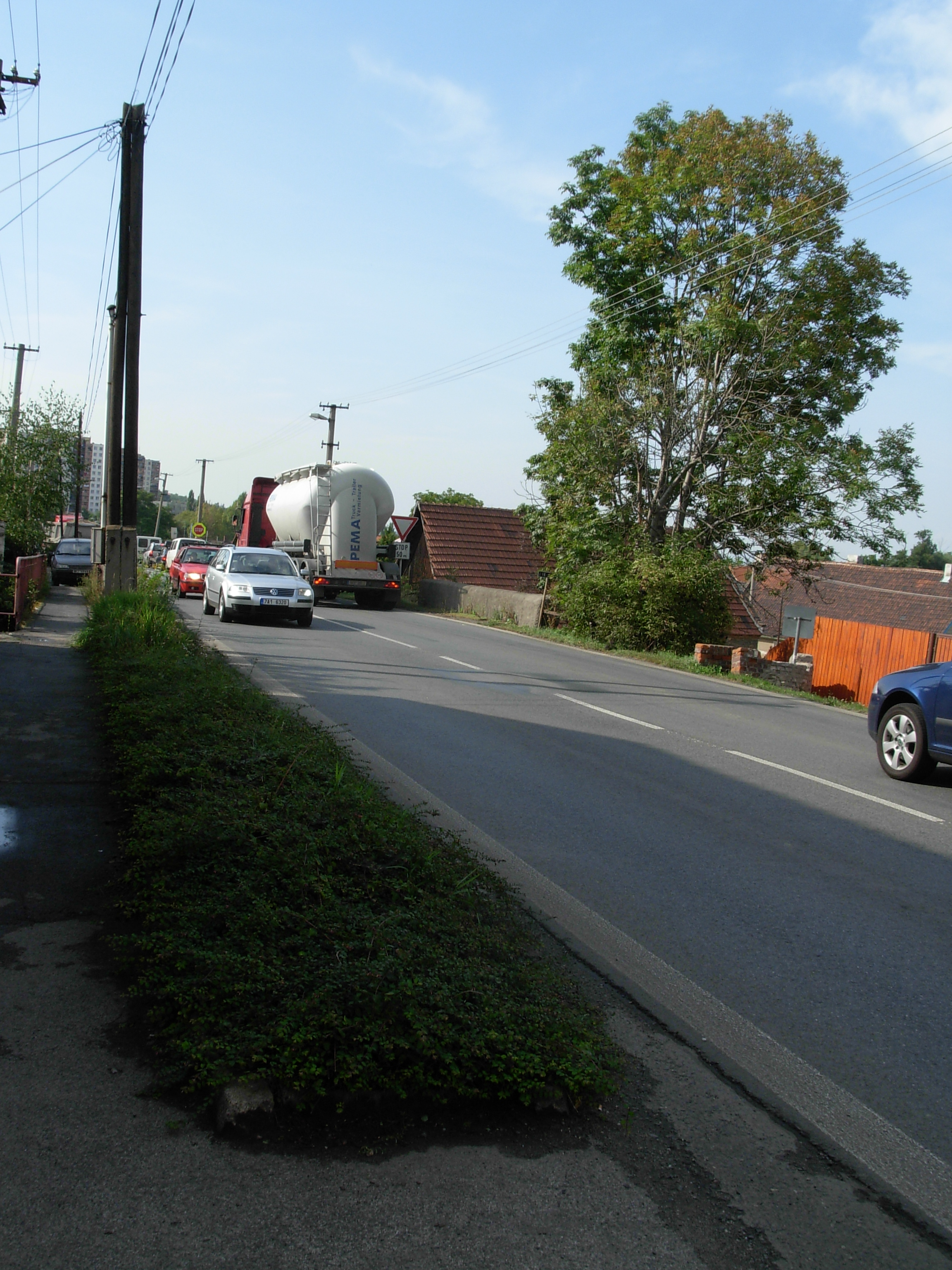
Mladoboleslavská ulice nad Rousovickým mostem

Rousovice je městská čtvrť v Mělníku východně od cukrovaru a jižně od železniční trati Mělník – Všetaty. Do roku 1923 byly Rousovice samostatnou obcí, dnes jsou součástí města Mělníka, které se evidenčně nečlení, a spadají do katastrálního území Mělník. Rousovice jsou statisticky rozděleny do několika základních sídelních jednotek, z nichž název původní obce nesou ZSJ Staré Rousovice a ZSJ Rousovice (zahrnující zejména sídliště Rousovice), mezi nimi leží ještě ZSJ U vlečky.

## Historie a průmysl
Ottova encyklopedie o Rousovicích psala: „K obci náleží několik vinic: Golčovka, Lis Mečířský, Nový a Valštejnský, Hadík, kde je převoz přes Malé Labe na Úpor“.
Na území Rousovic i původního Mělníka byl donedávna funkční cukrovar, v Rousovicích bývala i cihelna.

## Doprava a území
Dopravní páteří Rousovic je Mladoboleslavská ulice ( po níž vede silnice I/16). Ulice Mladoboleslavská se kdysi jmenovala Vinohradská, tento název byl ale později vzhledem k omezování rozloh vinic a pokračující zástavbou podél sinice užit na jiné ulici.
Na jih odbočuje v Rousovicích silnice I/6[zdroj⁠?!] z Mělníka do Prahy. Ta je přes Rousovice rozdělena do dvou jednosměrných ulic: Cukrovarská ulice pro směr do Prahy, Italská a Polská pro směr z Prahy do Mělníka, blíže k Praze jsou pak oba směry vedeny souběžně s Labem po ulici Pražské.

## Památky

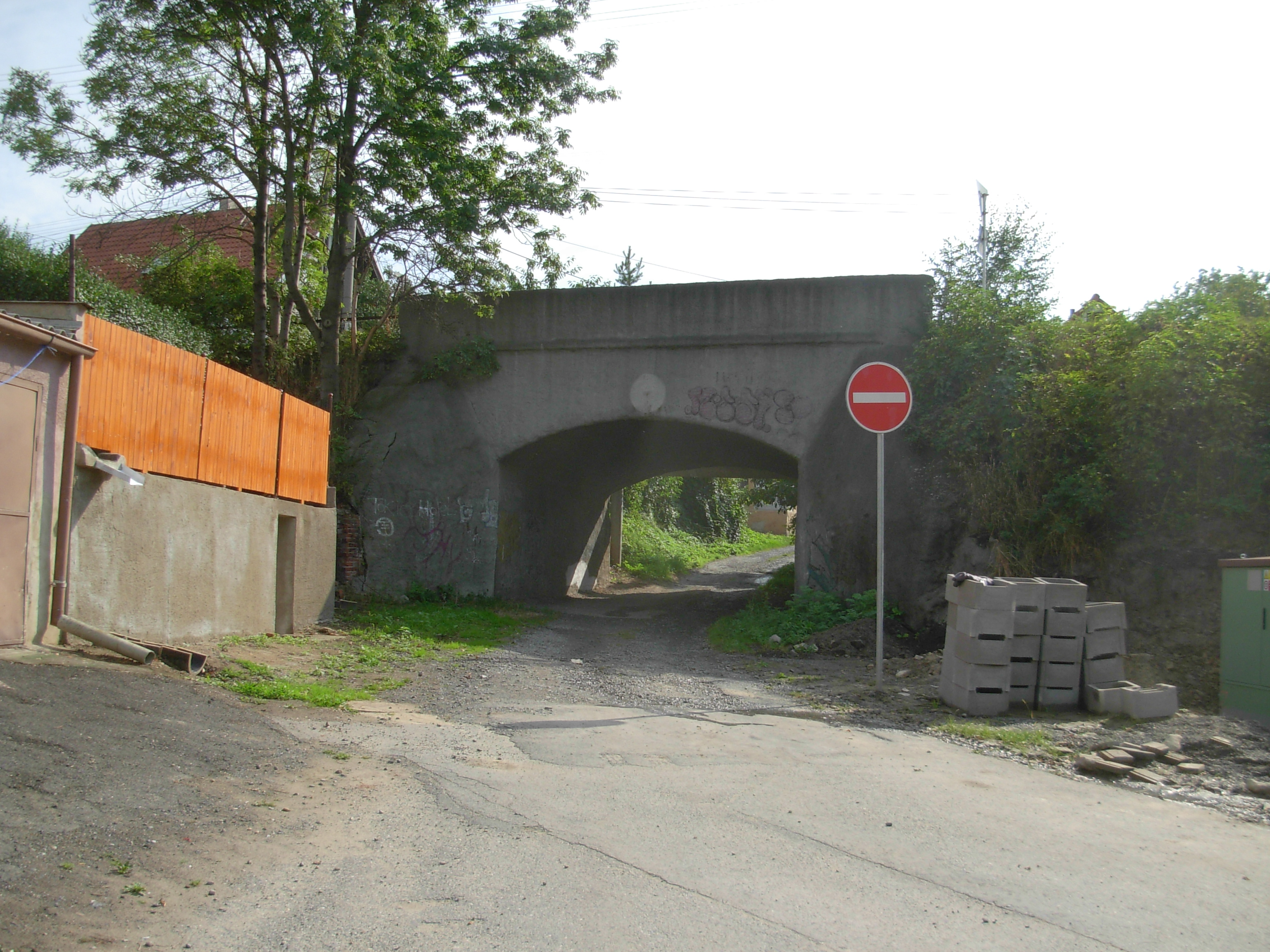
Rousovický pískovcový most Mladoboleslavské ulice nad Okružní ulicí

Most Mladoboleslavské ulice (silnice I/16) přes Okružní ulici je jediným kamenným mostem na Mělníce. Je z pískovce, v 80. letech 20. století byl pokryt cementovou směsí. Na ulici Mladoboleslavská kde přes něj bez povšimnutí přejíždí tisíce aut včetně nadměrných nákladů. Most není uveden seznamu památek.
Stranou od rušného dění je bývalá náves, kde je pomníček. Krom toho se u místního železářství na ulici Mladoboleslavská nachází zbytek kříže, z nějž zbyl jen kamenný podstavec. Kovové části byly již poněkolikáté ukradeny.[zdroj?] Dále se zde nachází nyní již nefunkční mlýn na vodní pohon.